# Tatort: Weihnachtsgeld
Weihnachtsgeld ist ein Fernsehfilm aus der Fernseh-Kriminalreihe Tatort. Der vom Saarländischen Rundfunk (SR) produzierte Film wurde am 26. Dezember 2014 von den Sendern Das Erste und SRF 1 erstmals ausgestrahlt. Er ist die 927. Folge der Tatort-Reihe und der vierte Fall mit dem von Devid Striesow und Elisabeth Brück dargestellten Ermittlerduo Stellbrink und Marx. Regie führte zum zweiten Mal in der Filmreihe Zoltan Spirandelli, das Drehbuch schrieb Michael Illner.

## Handlung
Zwei Tage vor Weihnachten wird Xenia, eine junge Frau, angefahren und schwer verletzt. Der Unfallverursacher, der stadtbekannte Zuhälter Georg König „King George“, begeht daraufhin Fahrerflucht. Er wird von dem zufällig vorbeikommenden Taxifahrer Theo „Teddy“ Diehl aufgrund seines markanten PKW ('70 Mercury Cougar in Lila) erkannt. Dieser leistet aber auch keine Hilfe, sondern fährt nach Hause und erpresst King George per Telefon mit verstellter Stimme. Erst Richard Kühn, der Freund des Unfallopfers, findet sie auf der Straße und alarmiert den Rettungsdienst; sein Anruf wird aufgezeichnet. Josef „Jupp“ Bertin, auch ein Taxifahrer, der mit Teddy in einer Wohngemeinschaft lebt, erfährt von dem Unfall und der Erpressung. Zur Sicherheit (und zur Beruhigung seines Gewissens) meldet er den Unfall von einer Telefonzelle aus. Dabei wird er von einem Passanten, einem Schnellzeichner, beobachtet, der bei Befragung der Polizei ein präzises Phantombild anfertigt. Aufgrund dieses Bildes kann die Identität von Jupp ermittelt werden, und die Wohnung wird durchsucht. Jupp, der zuvor seine Sachen gepackt und sich abgesetzt hat, wird nicht mehr angetroffen; dafür wird aber sein Kollege Teddy von den Ermittlern tot aufgefunden, nachdem er mittels einer Lichterkette stranguliert worden war und daraufhin einen reflektorischen Herzstillstand erlitten hatte.
Die Kriminalhauptkommissare Stellbrink und Marx sowie der Kriminaltechniker Horst Jordan und die Staatsanwältin Nicole Dubois ermitteln dazu unter anderem auf dem Saarbrücker Weihnachtsmarkt, wo Taschendiebe gleich zu Anfang Stellbrink Telefon und Geldbörse mit Ausweisen entwenden. In der Nacht vor Weihnachten treffen sich die hochschwangere Maria Ventura aus Sizilien und der Taxifahrer Josef „Jupp“. Beide sind auf der Flucht; sie, weil das Kind nicht von ihrem vor sechs Monaten verstorbenen Ehemann stammt; er wegen seines toten Kollegen. So ist Jupp für die Ermittler nicht zu erreichen, nachdem er von Maria gebeten wurde, sie zum Bahnhof zu fahren. Sie wolle zu ihrer Großmutter nach Mariapoli auf Sizilien. Er bietet ihr an, sie kostenlos die ca. 2.000 km dorthin zu fahren, bringt sie aber wegen bereits einsetzender Wehen im Anwesen eines vor sechs Wochen verstorbenen Freundes außerhalb Saarbrückens in Rubenheim unter. Er stellt sein Taxi in der Stadt ab und kehrt mit einer Hebamme in deren Wagen in ihre „Herberge“ zurück. 
Im Zuge der Ermittlungen werden zwei Familiendramen in Sizilien und Deutschland sowie die erwähnte Unfallflucht und die damit verbundene Erpressung aufgedeckt, die Taschendiebe verhaftet, dazu der Mord an Teddy durch einen Stimmenvergleich geklärt und ein Kind am 24. Dezember in einer Scheune geboren.

## Hintergrund
Weihnachtsgeld wurde vom 5. Dezember 2013 bis zum 22. Januar 2014 auf dem St. Johanner Markt in Saarbrücken sowie in Güdingen gedreht. Die Tatort-Folge ist eine Produktion der ProSaar Medienproduktion für den Saarländischen Rundfunk und Degeto Film.
Die Folge enthält zahlreiche Anspielungen auf die biblische Weihnachtsgeschichte. Dazu zählt u. a. die Namenswahl für die Rollen der schwangeren Maria sowie des Taxifahrers Josef, die zur Entbindung eine Scheune aufsuchen. Zudem wurden diverse traditionelle Weihnachtslieder in instrumentalen Fassungen als Filmmusik verwendet. Ebenso ist der Musiktitel Have Yourself a Merry Little Christmas in der Fassung von Christina Perri verwendet worden.

## Rezeption

### Kritiken
Volker Bergmeister kommt auf Tittelbach.tv zu dem Urteil: „Der vierte ‚Tatort‘ mit Devid Striesow als Ermittler, von Zoltan Spirandelli zur Weihnachtszeit passend eher ruhig & actionarm inszeniert, bietet Ehedrama, Erpressungsgeschichte und tragischen Unglücksfall. Auf den eigenwillig-liebenswerten Saar-Cop wartet jede Menge Arbeit.“
Bei der FAZ sieht das Nils Minkmar weniger positiv und meint: „Die tapferen Schauspielerinnen und Schauspieler stemmen sich gegen die unabweisbare Tendenz dieses Drehbuchs (Michael Illner), wieder zu einer losen Ideensammlung zu regredieren, doch sie sind chancenlos. Wenn es keine Geschichte gibt, die erzählt werden will, versagen Kunst und Handwerk. Man muss doch, wenn einem nichts einfällt, keinen Krimi drehen. Aber womöglich verfallen die Gelder, wenn man sie im laufenden Kalenderjahr nicht irgendwie wegfilmt.“
Ähnlich sieht das auch Christian Buß bei Spiegel Online und meint, dass das Einschalten nicht lohnte, denn: mit „‚Weihnachtsgeld‘ macht der Saar-‚Tatort‘ seinem schlechten Ruf ein weiteres Mal alle Ehre. Wer einen gelungenen komischen ‚Tatort‘ sehen will, muss sich bis Neujahr gedulden. Da läuft der ‚Tatort‘ aus Weimar mit Christian Ulmen. Leckomio!“

### Einschaltquote
Trotz der überwiegend nicht sehr positiven Kritiken wurde der „Tatort: Weihnachtsgeld“ bei seiner Erstausstrahlung am 26. Dezember 2014 von 6,48 Millionen Zuschauern verfolgt und erreichte damit mit 19,9 Prozent. Er konnte sogar in der werberelevanten Zielgruppe der 14-49-Jährigen mit 14,3 Prozent  und 1,7 Millionen Zuschauern den Tagessieg verbuchen.